# Брати Гортен
Брати Гортен (нім. Gebrüder Horten) — Вальтер Гортен (13 листопада 1913 - 9 грудня 1998, Баден-Баден, Німеччина) і Раймар Гортен (12 березня 1915 - 14 серпня 1993, Вілла Генерал Бельграно, Аргентина) — німецькі авіаконструктори і інженери, піонери-розробники конструкції «літаюче крило», яка значно випередила свій час і була покладена в основу пізніших літаків-«невидимок» (технологія  «Stealth»), таких наприклад як Northrop Grumman B-2, Northrop XB-35, Northrop YB-49
Брати були самоучками в галузі авіації та суміжних галузях. Перші свої конструкції літаків розробили в 1930-х роках. Чимало моделей вони розробили в 1940-х роках під час Другої світової війни, яки мали подолати радарну систему Великою Британії.
Історичною заслугою братів вважається розробка найсучасніших конструкцій літаків, у тому числі перше в світі реактивне «літаюче крило» Horten Ho 229.